# Spellemannprisen 2011
Der Spellemannpris 2011 war die 40. Ausgabe des norwegischen Musikpreises Spellemannprisen. Die Nominierungen berücksichtigten Veröffentlichungen des Musikjahres 2011. Die Verleihung der Preise fand im Frühjahr 2012 statt. In der Kategorie „Årets Spellemann“ wurde Jarle Bernhoft ausgezeichnet, den Ehrenpreis („Hedersprisen“) erhielt Jan Eggum.

## Verleihung
Die Verleihung fand am 14. Januar 2012 im Folketeatret statt. Anne Lindmo moderierte die Sendung. Die Veranstaltung wurde erstmals nach neuen Jahren wieder bei NRK1 und nicht bei TV 2 ausgestrahlt. Bei der Dankesrede der Band Plumbo, die für das Lied Møkkamenn in der Kategorie „Hit des Jahres“ ausgezeichnet wurde, sagte deren Sänger Lars Erik Blokkhus in Bezug auf das Duo Madcon, dass das Lied Mokkamann hätte heißen müssen. Diese Aussage führte zu Buhrufen aus dem Publikum, Blokkhus gab später an, dass ihm seine Äußerung Leid täte.

## Gewinner
| Kategorie                                      | Gewinner                                             | Werk                                     |
| ---------------------------------------------- | ---------------------------------------------------- | ---------------------------------------- |
| Barneplate (Kinderplatte)                      | Tonje Unstad                                         | Mygga og Flua                            |
| Blues                                          | Amund Maarud                                         | Electric                                 |
| Country                                        | Onkel Tuka                                           | Hvit Honning                             |
| Danseorkester (Tanzorchester)                  | Dænsebændet                                          | Vi talas!                                |
| Elektronika                                    | Biosphere                                            | N-Plants                                 |
| Folkemusikk/Gammaldans (Volksmusik/Gammaldans) | Ragnhild Furebotten                                  | Never on a Sunday                        |
| Hip-Hop                                        | Lars Vaular                                          | Du betyr meg                             |
| Jazz                                           | Ola Kvernberg                                        | Liarbird                                 |
| Klassisk musikk (klassische Musik)             | Leif Ove Andsnes, Christian Tetzlaff, Tanja Tetzlaff | Schumann - Complete Works For Piano Trio |
| Komponist                                      | Rolf Wallin                                          | Wire and String                          |
| Kvinnelig Artist (Künstlerin)                  | Ane Brun                                             | It All Starts With One                   |
| Mannlig Artist (Künstler)                      | Bernhoft                                             | Solidarity Breaks                        |
| Metal                                          | Årabrot                                              | Solar Anus                               |
| Popgruppe                                      | Team Me                                              | To The Treetops                          |
| Rock                                           | Honningbarna                                         | La Alarmane Gå                           |
| Samtidsmusikk (Gegenwartsmusik)                | Håkon Thelin                                         | Light                                    |
| Tekstforfatter (Textautor)                     | Lars Vaular                                          | Du betyr meg                             |
| Viser (Weisen)                                 | Stein Torleif Bjella                                 | Vonde Visu                               |
| Åpen Klasse (Offene Klasse)                    | Bárut, Inga Juuso                                    | Balggis                                  |
| Årets Hederspris (Ehrenpreis des Jahres)       | Jan Eggum                                            | –                                        |
| Årets Hit (Hit des Jahres)                     | Plumbo                                               | Møkkamenn live                           |
| Årets Musikkvideo (Musikvideo des Jahres)      | Envy                                                 | One Song                                 |
| Årets Nykommer (Newcomer des Jahres)           | Jonas Alaska                                         | Jonas Alaska                             |
| Årets Spellemann (Spellemann des Jahres)       | Jarle Bernhoft                                       | –                                        |

## Nominierte
Barneplate
- Dunderly: Monstermos
- Oslo Soul Children: Love
- Tonje Unstad: Mygga og Flua

Blues
- Amund Maarud: Electric
- Knut Reiersrud, Mighty Sam McClain: One drop is plenty
- Rita Engedalen: Chapels and bars

Country
- Earlybird Stringband: Blind Sides
- Ni Liv: Langhelg
- Onkel Tuka: Hvit Honning

Danseorkester
- Dænsebændet: Vi talas!
- Hanne Mette: Vår
- Ole Ivars: 34

Elektronika
- Biosphere: N-Plants
- Bugge Wesseltoft, Henrik Schwarz: Wesseltoft Schwarz Duo
- Casiokids: Aabenbaringen over aaskammen

Folkemusikk/Gammaldans
- Hekla Stålstrenga: Makramé
- Juusk (Inga Juuso, Harald Skullerud): Juusk
- Ragnhild Furebotten: Never on a Sunday
- Øystein Sandbukt: Normør

Hip-Hop
- Joddski: Bensin på bålet
- Lars Vaular: Du betyr meg
- Son of Light: War Of the Words

Jazz
- Helge Lien Trio: Natsukashii
- Håkon Kornstad: Symphonies in my head
- Mats Eilertsen: SkyDive
- Nils Petter Molvær: Baboon Moon
- Ola Kvernberg: Liarbird

Klassisk Musikk
- Henning Kraggerud, Lars Anders Tomter, Christoph Richter: Mozart Divertimento in E flat Major
- Leif Ove Andsnes, Christian Tetzlaff, Tanja Tetzlaff: Schumann - Complete Works For Piano Trio
- Truls Mørk: CPE Bach: Cello Concertos
- Vilde Frang: Grieg/Bartok/Strauss: Violin Sonatas

Komponist
- Ane Brun: It All Starts With One
- Rolf Wallin: Wire and String
- Hilde Marie Kjersem: Let´s Let Go
- Marit Larsen: Spark
- Synne Skouen: Call-Notes

Kvinnelig Artist
- Ane Brun: It All Starts With One
- Hilde Marie Kjersem: Let´s Let Go
- Marit Larsen: Spark
- Siri Nilsen: Alle snakker sant

Mannlig Artist
- Bernhoft: Solidarity Breaks
- Jonas Alaska: Jonas Alaska
- Odd Nordstoga: Bestevenn
- Sivert Høyem: Long Slow Distance

Metal
- Insense: Burn In Beatiful Fire
- Shining: Live Blackjazz
- Taake: Noregs Vaapen
- Vreid: V
- Årabrot: Solar Anus

Popgruppe
- Eva & The Heartmaker: Dominoes
- Katzenjammer: A Kiss Before You Go
- Montée: Rendition Of You
- Real Ones: First Night on Earth
- Team Me: To The Treetops

Rock
- Honningbarna: La Alarmane Gå
- John Olav Nilsen & Gjengen: Det Nærmeste Du Kommer
- Kaizers Orchestra: Violeta Violeta Volume I
- Oslo Ess: Uleste Bøker Og Utgåtte Sko
- Rumble in Rhodos: Signs of Fervent Devotion

Samtidsmusikk
- Håkon Austbø: Wanted
- Håkon Thelin: Light
- Philharmonisches Orchester Oslo, Jukka-Pekka Saraste, Marius Hesby: Nordheim: Epitaffio

Tekstforfatter
- Jonas Alaska: Jonas Alaska
- Lars Vaular: Du betyr meg
- Maria Mena: Viktoria
- Martin Hagfors: I Like You
- Odd Nordstoga: Bestevenn

Viser
- Beate S. Lech: Min Song og Hjarteskatt
- Kim André Rysstad: Vegen
- Stein Torleif Bjella: Vonde Visu
- Susanna Wallumrød: Jeg vil hjem til menneskene
- Aasmund Nordstoga: Tolv dagar i jola

Åpen Klasse
- Bárut, Inga Juuso: Balggis
- Biret Ristin Sara: Áidnen
- Fargespill: Fargespill
- Skaidi, Inga Juuso & Steinar Raknes: Headland - Skáidegeahci
- Susanne Lundeng: Mot

Årets Hit
- Admiral P: Snakke litt
- Erik og Kriss: Lighter
- Gabrielle: Ring meg
- Plumbo: Møkkamenn live
- Stella Mwangi: Kinanda

Årets Musikkvideo
- Ane Brun: Do You Remember
- Casiokids: Det haster!
- Cold Mailman: Time is of the essence
- Envy: One Song
- Sivert Høyem: Under Administration

Årets Nykommer
- Honningbarna: La Alarmane Gå
- Jonas Alaska: Jonas Alaska
- Ragnhild Hemsing: Yr
- Razika: Program 91
- Team Me: To The Treetops